# Aryskotraci

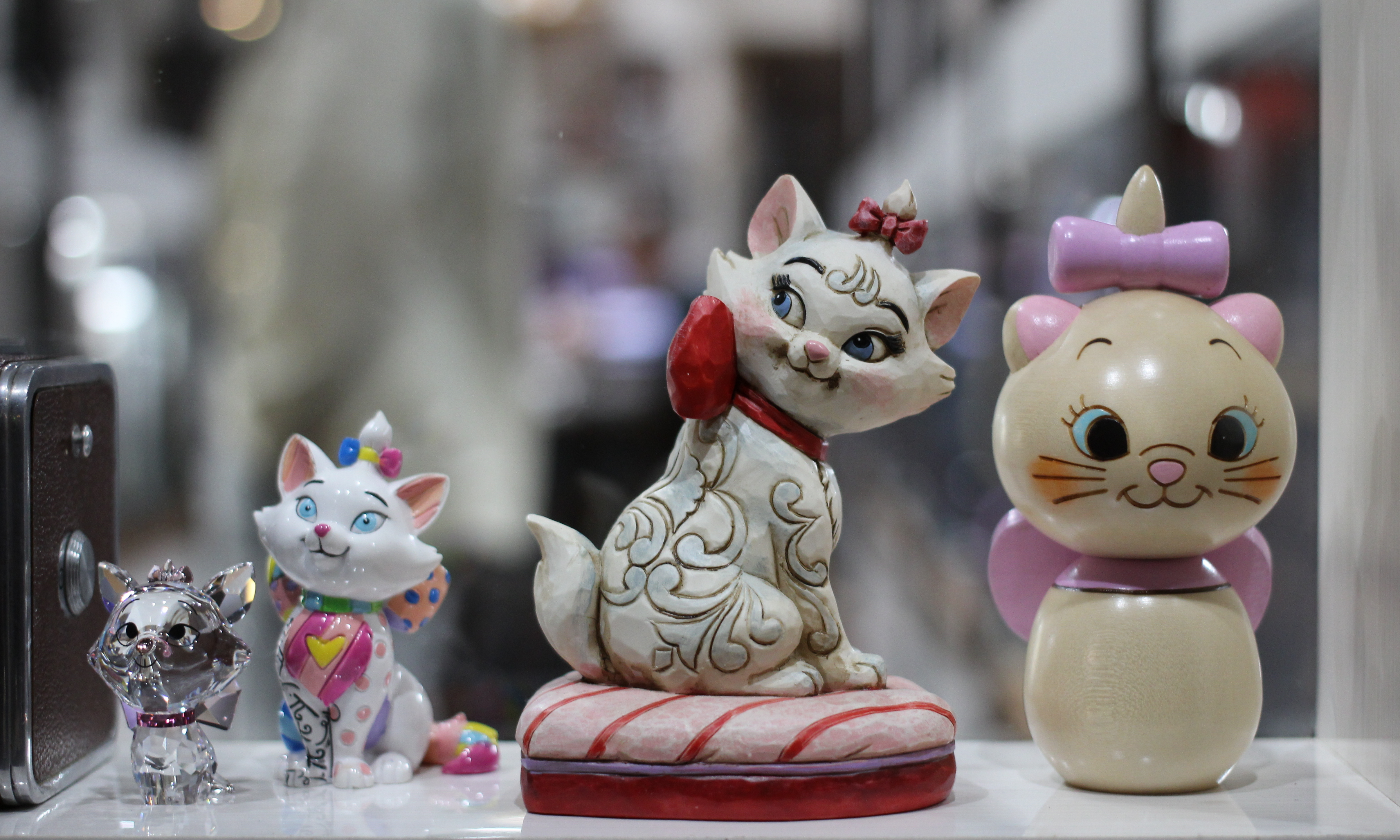
Figurki przedstawiające wybranych bohaterów filmu.

Aryskotraci (ang. The Aristocats) – amerykański film animowany z 1970 roku w reżyserii Wolfganga Reithermana i wytwórni Walt Disney Productions. Film ten uważa się za ostatni, który został zaaprobowany przez Walta Disneya (który zmarł w 1966 roku, kiedy film był jeszcze we wczesnym etapie produkcji). The Aristocats był po raz pierwszy wyświetlony w kinach 11 grudnia 1970 roku przez Buena Vista Distribution Company. Tytuł filmu jest rodzajem kalamburu nawiązującego do słów arystokraci i kot.

## Fabuła
Akcja filmu toczy się w 1910 w Paryżu. Bogata dama Adelajda jest właścicielką kotki Duchessa i trójki kociąt: Marie, Toulouse’a i Berlioza. Pewnego dnia sprowadza do domu zaprzyjaźnionego adwokata Georges Hautecourta, by spisać testament, według którego całą jej fortunę odziedziczyć mają jej koty, a dopiero po ich śmierci majątek i dom mają przypaść jej mało inteligentnemu kamerdynerowi, Edgarowi. Ten, dowiedziawszy się o zapisie testamentu, usypia koty i porzuca je na wsi, wcześniej umykając dwóm psom – Napoleonowi i Lafayette’owi.
Kocia rodzina poznaje Tomasza O’Malleya, kocura wagabundę żyjącego na własny rachunek, który jest zauroczony Duchessą z wzajemnością. Postanawia pomóc jej i kociętom wrócić do właścicielki zamartwiającą się ich nieobecnością. Tymczasem o intrydze Edgara dowiadują się klacz powozowa Frou Frou i zaprzyjaźniona z kotami mysz Roquefort. Edgar obawia się zdemaskowania, jako że porwanie kotów zostało odnotowane w gazetach i planuje wrócić tam, gdzie zostawił koty, by pozbyć się ewentualnych dowodów. Koty w drodze do domu spotyka wiele przygód.
Tomasz podczas ratowania Marie z rwącej rzeki zostaje porwany przez prąd wody. Ratują go dwie brytyjskie gęsi Abigail i Agatha, które są na wakacjach i kierują się do Paryża, by spotkać z ich wujem Waldim. Gdy wszyscy tam docierają, spotykają się z pijanym Waldim przy Le Petit Cafe, gdzie miał zostać przeznaczony na pieczeń. Gęsi odchodzą w swoją stronę.
Tej samej nocy, po kolejnej walce z Napoleonem i Lafayettem, którzy zrobili łóżka i inne rzeczy z rzeczy, Edgar ucieka ze swoimi rzeczami, eliminując w ten sposób wszelkie dowody swojego występku.
Tomasz, widząc zmęczenie kociąt, decyduje się przenocować je i ich matkę w swoim mieszkaniu. Z wizytą do Tomasza przybyli także jego znajomi koci muzycy – Scat-kot, chiński Shun Gon, angielski Hit-katt, włoski Peppo i rosyjski Billy Boss. Prezentują Duchessie i kociętom muzykę swingową, co się rozwija w imprezę na część alei. Gdy kocięta idą spać, Tomasz wyznaje miłość Duchessie i chęć wspólnego życia. Duchessa niechętnie odmawia, głównie z powodu lojalności wobec Adelajdy. Podsłuchujące kocięta są również rozczarowane, gdyż Tomasz chce zostać ich ojcem.
Edgar świętuje sukces, lecz jego radość mija, gdy Tomasz odprowadza Duchessę z kociętami pod dom Adelajdy. Edgar nie chce dopuścić do spotkania kotów z Adelajdą, dlatego je więzi. Roquefort dostaje od nich informacje, by wezwał na pomoc Tomasza. Roquefort znajduje Tomasza, który każe mu wezwać zespół Scat-kota. Edgar z kolei dzwoni po ciężarówkę i chce wysłać kocią rodzinę do Timbuktu. Z pomocą przychodzi Tomasz i Frou Frou. Roquefort w porę przybywa z przyjaciółmi Tomasza i w wyniku ich działań to Edgar zostaje wysłany do Timbuktu, a koty wracają do domu. Tomasz zostaje partnerem życiowym Duchessy i zamieszkuje z nią i kociętami u  Adelajdy, która postanowiła założyć fundację dla bezdomnych kotów z Paryża.

## Obsada głosowa
| Postać | Wersja oryginalna    | Wersja polska         |
| --- | -------------------- | --------------------- |
| Tomasz O’Malley | Phil Harris          | Andrzej Zieliński     |
| Duchessa | Eva Gabor (dialogi)  | Karina Szafrańska     |
| Duchessa | Robie Lester (śpiew) | Karina Szafrańska     |
| Edgar | Roddy Maude-Roxby    | Andrzej Tomecki       |
| Toulouse | Gary Dubin           | Dominik Koniusz       |
| Marie | Louise English       | Dominika Sell         |
| Berlioz | Dean Clark           | Agnieszka Para        |
| Roquefort | Sterling Holloway    | Jacek Jarosz          |
| Madame Adelajda Bonfamille | Hermione Baddeley    | Aleksandra Koncewicz  |
| Scat-kot | Scatman Crothers     | Marian Opania         |
| Shun Gon | Paul Winchell        | Jacek Czyż            |
| Hit-katt | Lord Tim Hudson      | brak danych           |
| Peppo | Vito Scotti          | brak danych           |
| Billy Boss | Thurl Ravenscroft    | Mariusz Leszczyński   |
| Frou-Frou | Nancy Kulp (dialogi) | Anna Apostolakis      |
| Frou-Frou | Ruth Buzzi (śpiew)   | Anna Apostolakis      |
| Napoleon | Pat Buttram          | Włodzimierz Bednarski |
| Lafayette | George Lindsey       | Andrzej Arciszewski   |
| Abigail Gęgacz | Monica Evans         | Joanna Wizmur         |
| Amelia Gęgacz | Carole Shelley       | Ewa Złotowska         |
| Wujek Waldi | Bill Thompson        | Andrzej Gawroński     |
| Georges Hautecourt | Charles Lane         | Mieczysław Gajda      |
| mleczarz | Peter Renaday        | brak danych           |
| kucharz Le Petit Cafe | Peter Renaday        | Jerzy Mazur           |
| tragarz #1 | Peter Renaday        | brak danych           |
| tragarz #2 | Peter Renaday        | Mariusz Leszczyński   |
| Opracowanie: Studio Opracowań Filmów w Warszawie – na zlecenie Disney Character Voices Reżyseria: Miriam Aleksandrowicz Dialogi: Elżbieta Łopatniukowa Dźwięk i montaż: Jerzy Januszewski Teksty piosenek: Marcin Sosnowski Kierownik muzyczny: Marcin Głuch Organizacja produkcji: Elżbieta Araszkiewicz Wykonanie piosenek: - „Gamy i Pasaże”: Karina Szafrańska i Agnieszka Para - „Jakem Tomasz O’Malley”: Andrzej Zieliński - „Każdy chciałby bluesa czuć”: Andrzej Zieliński, Karina Szafrańska, Marian Opania |                      |                       |